# Gonzalo Serrano
Pour les articles homonymes, voir Serrano.
Serrano  Rodríguez est un nom espagnol. Le premier nom de famille, en général paternel, est Serrano ; le second, en général maternel, souvent omis, est Rodríguez.
Gonzalo Serrano Rodríguez, né le 17 août 1994 à Madrid, est un coureur cycliste espagnol. Il est membre de l'équipe Movistar.

## Biographie

### Débuts
Gonzalo Serrano commence le cyclisme à l'Union cycliste de San Sebastián de los Reyes. Chez les juniors (moins de 19 ans), il se fait remarquer en étant l'un des meilleurs coureurs de sa région. Il court ensuite au club galicien Super Froiz en 2013 et 2014, avant de signer à l'EC Magro, dirigé par l'ancien coureur Jesús Rodríguez Magro.
En 2016, il se révèle chez les amateurs en remportant le Tour de Ségovie ainsi que le Tour de Tolède. Il finit également deuxième du championnat d'Espagne du contre-la-montre espoirs. L'anne suivante, il intègre la réserve de l'équipe professionnelle Caja Rural-Seguros RGA. Bon puncheur, il s'impose au classement final de la Coupe d'Espagne. Il devient par ailleurs champion d'Espagne du contre-la-montre chez les amateurs. Ses performances lui permettent de devenir stagiaire dans l'équipe première de Caja Rural-Seguros RGA, puis d'y passer professionnel en 2018.

### Carrière professionnelle
En 2019, il se classe notamment huitième du Tour de Turquie, inscrit au calendrier du World Tour. Lors de la saison 2020, il s'impose sur une étape du Tour d'Andalousie, sa première professionnelle. Il termine également sixième de la Drôme Classic, ou encore dixième du Trophée Matteotti. En octobre, il est sélectionné par ses dirigeants pour disputer le Tour d'Espagne, son premier grand tour. 
En 2021, il est recruté par la formation World Tour Movistar. Il remporte en 2022 le Tour de Grande-Bretagne après que celui-ci a été écourté à la suite de la mort de la reine Élisabeth II.
Le 13 septembre 2023, il remporte le Grand Prix de Wallonie à Namur après avoir pris la troisième place de cette course l'année précédente. En fin de contrat avec Movistar en décembre, l'équipe annonce en octobre la prolongation de celui-ci jusqu'en fin d'année 2026.

## Palmarès

### Palmarès amateur
| - 2013 - Champion de la Communauté de Madrid du contre-la-montre espoirs - Carrera del Pavo - 2016 - Classement général du Tour de Ségovie - Prueba Loinaz - Challenge Vuelta a Sevilla - Tour de Tolède : - Classement général - 2e étape - 2e du championnat d'Espagne du contre-la-montre espoirs - 2e du Trofeo San Gil Abad - 3e du Gran Premi Vila-real | - 2017 - Vainqueur de la Coupe d'Espagne de cyclisme - Champion d'Espagne du contre-la-montre amateurs - Champion de la Communauté de Madrid du contre-la-montre - Circuito Guadiana - Aiztondo Klasica - 2e étape du Tour de la province de Valence - 2e du Grand Prix Macario - 2e du Tour de Ségovie - 3e de la San Martín Proba - 3e du championnat d'Espagne sur route amateurs |  |

### Palmarès professionnel
| - 2019 - 8e du Tour de Turquie - 2020 - 2e étape du Tour d'Andalousie - 2021 - 1re étape du Tour d'Andalousie - 3e du Tour de Murcie | - 2022 - Tour de Grande-Bretagne : - Classement général - 4e étape - 3e du Grand Prix de Wallonie - 2023 - Grand Prix de Wallonie |  |

### Résultats sur les grands tours

#### Tour d'Espagne
2 participations
- 2019 : 135e
- 2020 : 57e

## Classements mondiaux
| Année                                 | 2017  | 2018  | 2019 | 2020 | 2021 | 2022 | 2023 | 2024 |
| ------------------------------------- | ----- | ----- | ---- | ---- | ---- | ---- | ---- | ---- |
| Classement mondial                    | 2638e | 1525e | 766e | 278e | 131e | 187e | 255e | 801e |
| UCI Europe Tour                       | nc    | 1226e | 557e | 227e | 112e | 154e | nc   | nc   |
| UCI America Tour                      | 426e  | nc    |      |      |      |      |      |      |
|                                       |       |       |      |      |      |      |      |      |
| Légende : nc = non classéSource : UCI |       |       |      |      |      |      |      |      |